# Жарков, Иван Степанович
Ива́н Степа́нович Жарко́в (1742 — 1 (13) мая 1813, Казань) — Макарьевский и Казанский купец 1-й гильдии, Казанский городской голова (1803 — сентябрь 1804 гг.), меценат. 

## Биография
Родился в 1742 году. 
Был владельцем мыловаренного и пивоваренного заводов, а также держал винный откуп на всей территории Казанского наместничества. Основал стекольный завод (первый на территории сегодняшней республики Марий Эл). Завод был основан 27 ноября 1779 года, поблизости от деревень Большие и Малые Иры Шалинской волости Царевококшайского уезда (ныне деревня Старый завод Моркинского района). В 1802 году на предприятии действовали две печи, использовался труд 70 мастеровых и рабочих.
Как меценат, Жарков пожертвовал средства на строительство моста через протоку Булак в Казани. Цепной Жарковский мост находился против каменного дома Ивана Степановича Жаркова. Мост поднимался для пропуска судов в Булак, и считался достопримечательностью Казани.
В 1799 году Жарков, живший в приходе казанского Успенского собора, ходатайствовал перед епархиальным начальством о восстановлении собора, пострадавшего от пожара в 1749 году и от повстанцев Пугачёва в 1774 году. Получив разрешение, купец на свои средства восстановил храм, построив в нём придел во имя преподобного Иоанна Дамаскина. Жарков также снабжал священнослужителей собора всем необходимым.
В 1803—1804 годах был казанским городским головой.
Скончался 1 (13) мая 1813 года и был погребён на Арском православном кладбище Казани.
Во время крупного городского пожара 3 сентября 1815 года Успенский собор, восстановленный Жарковым, снова сильно пострадал. Планировалось его снести, но вдова Жаркова, Мария Матвеевна и её сестра Прасковья Матвеевна Крашенинникова вновь восстановили храм, снабдив его необходимой церковной утварью. Сгорел в пожаре 1815 года и цепной мост через протоку Булак. Мост не был восстановлен в прежнем виде, однако имя купца Жаркова сохранилось в топонимике города: один из мостов через Булак по-прежнему носит название Жарковского.